# Gemifloxacin
Gemifloxacin mesylate (biệt dược Factive, Dược phẩm Oscient) là một quinolon kháng khuẩn phổ rộng đường uống được sử dụng trong việc điều trị các đợt cấp do vi khuẩn của viêm phế quản mạn tính và viêm phổi nhẹ đến trung bình. Vansen Pharma Inc. đã cấp phép hoạt chất từ LG Life Science của Hàn Quốc.

## Chỉ định
Gemifloxacin được chỉ định để điều trị nhiễm trùng gây ra bởi các chủng vi khuẩn nhạy cảm được chỉ định trong các điều kiện được liệt kê dưới đây.
- Vi khuẩn cấp tính làm nặng thêm viêm phế quản mạn tính do S. pneumoniae, Haemophilusenzae, Haemophilus parainfluenzae hoặc Moraxella catarrhalis
- Viêm phổi mắc phải ở cộng đồng (mức độ nhẹ đến trung bình) do S. pneumoniae (bao gồm các chủng kháng đa thuốc, Haemophilusenzae, Moraxella catarrhalis, Mycoplasma pneumoniae, Chlamydia pneumoniae hoặc Klebsiella pneumoniae

## Vi trùng học
Gemifloxacin đã được chứng minh là hoạt động chống lại hầu hết các chủng vi sinh vật sau đây:
Vi sinh vật gram dương hiếu khí - Streptococcus pneumoniae 
bao gồm Streptococcus pneumoniae đa kháng thuốc (MDRSP). MDRSP bao gồm các chủng được biết đến trước đây là PRSP (Streptococcus pneumoniae kháng penicillin) và là các chủng kháng hai hoặc nhiều loại kháng sinh sau: penicillin, cephalosporin thế hệ 2, ví dụ, cefuroxime, macrolide, tetracycline/trimethoprim/sulfethyl.
Staphylococcus aureus và Streptococcus pyogenes
Vi sinh vật Gram âm hiếu khí - Haemophilus influenzae, Haemophilus parainfluenzae, Klebsiella pneumoniae (nhiều chủng nhạy cảm vừa), Moraxella catarrhalis, Acinetobacter lwoffii, Klebsiella oxytoca, Legionella pneumophila, Proteus vulgaris.
Các vi sinh vật khác - Chlamydia pneumoniae, Mycoplasma pneumoniae

## Tác dụng phụ
Fluoroquinolones thường được dung nạp tốt với hầu hết các tác dụng phụ là nhẹ, còn tác dụng phụ nghiêm trọng hiếm khi xảy ra. Một số tác dụng phụ nghiêm trọng xảy ra phổ biến hơn với fluoroquinolone so với các nhóm thuốc kháng sinh khác bao gồm CNS và nhiễm độc gân. Các quinolone hiện được bán trên thị trường có hồ sơ an toàn tương tự như các loại thuốc chống vi khuẩn khác.
Các biến cố nghiêm trọng có thể xảy ra với điều trị hoặc quá liều cấp tính. Ở liều điều trị, chúng bao gồm: độc tính hệ thần kinh trung ương, độc tính tim mạch, độc tính gân/khớp và hiếm khi nhiễm độc gan. Các sự kiện có thể xảy ra trong quá liều cấp tính là rất hiếm và bao gồm: suy thận và co giật. Trẻ em và người già có nguy cơ cao hơn. Tổn thương gân có thể biểu hiện trong, cũng như đến một năm sau khi điều trị bằng fluoroquinolone.
FDA đã ra lệnh cảnh báo hộp đen đối với tất cả các fluoroquinolones khuyên người tiêu dùng về tác dụng độc hại có thể có của fluoroquinolones đối với gân.
Vào ngày 15 tháng 8 năm 2013, FDA đã ban hành Thông báo an toàn nơi họ mô tả rằng họ đang yêu cầu hướng dẫn thuốc và nhãn thuốc cho tất cả các fluoroquinolone được cập nhật và mô tả rõ hơn về nguy cơ mắc bệnh thần kinh ngoại biên. Bệnh lý thần kinh ngoại biên có thể xảy ra rất nhanh và có thể không hồi phục. Cảnh báo này áp dụng cho fluoroquinolones uống và tiêm, nhưng không áp dụng với fluoroquinolones uống tại chỗ.

## Những phát hiện hiện tại
Một nghiên cứu gần đây cho thấy Gemifloxacin có các hoạt động chống di căn chống ung thư vú in vitro và in vivo (ở chuột).